# Ma trận đối xứng
Trong đại số tuyến tính, một ma trận đối xứng là một ma trận vuông, A, bằng chính ma trận chuyển vị của nó.
{\displaystyle A=A^{\top }.\,\!}
Mỗi phần tử của một ma trận đối xứng thì đối xứng qua đường chéo. Do vậy, nếu các phần tử được viết dưới dạng A = (aij), thì
{\displaystyle a_{ij}=a_{ji}\,\!}
cho mọi i và j. Ví dụ, ma trận 3×3 dưới đây đối xứng:
{\displaystyle A={\begin{bmatrix}1&7&3\\7&4&5\\3&5&6\end{bmatrix}}}
Mọi ma trận chéo đều đối xứng, bởi vì mọi phần tử không nằm trên đường chéo đều có giá trị 0.
Một ma trận đối xứng thực biểu diễn một toán tử tự liên hợp trên một không gian tích trong thực. Khái niệm tương tự trong không gian tích trong phức là ma trận Hermite với các phần tử số phức, ma trận Hermite bằng chính chuyển vị liên hợp của nó.

## Tính chất

### Tính chất cơ bản
- Tổng và hiệu của hai ma trận đối xứng là ma trận đối xứng.
- Đối với tích hai ma trận đối xứng, nếu {\displaystyle A}, {\displaystyle B} là ma trận đối xứng thì tích {\displaystyle AB} đối xứng khi và chỉ khi {\displaystyle A},{\displaystyle B} giao hoán (có nghĩa là {\displaystyle AB} = {\displaystyle BA}).
- Cho số nguyên dương {\displaystyle n}, {\displaystyle A^{n}} đối xứng khi và chỉ khi {\displaystyle A} đối xứng.
- Nếu {\displaystyle A^{-1}} tồn tại, thì nó đối xứng khi và chỉ khi {\displaystyle A} đối xứng.

### Phân tích thành ma trận đối xứng và ma trận phản đối xứng
Mọi ma trận vuông đều có thể viết thành tổng của ma trận đối xứng và ma trận phản đối xứng.Cách viết này là duy nhất. Phép phân tích này được gọi là phép phân tích Toeplitz. Nếu {\displaystyle {\mbox{Mat}}_{n}} là không gian của các ma trận vuông {\displaystyle n\times n}, {\displaystyle {\mbox{Sym}}_{n}} là không gian của các ma trận đối xứng {\displaystyle n\times n} và {\displaystyle {\mbox{Skew}}_{n}} là không gian của các ma trận phản đối xứng {\displaystyle n\times n} thì {\displaystyle {\mbox{Mat}}_{n}={\mbox{Sym}}_{n}+{\mbox{Skew}}_{n}} và {\displaystyle {\mbox{Sym}}_{n}\cap {\mbox{Skew}}_{n}=\{0\}}, hay:
{\displaystyle {\mbox{Mat}}_{n}={\mbox{Sym}}_{n}\oplus {\mbox{Skew}}_{n},}
với {\displaystyle \oplus } kí hiệu phép tính tổng trực tiếp. Nếu {\displaystyle {\mbox{X}}\in {\mbox{Mat}}_{n}} thì
{\displaystyle X={\frac {1}{2}}\left(X+X^{\textsf {T}}\right)+{\frac {1}{2}}\left(X-X^{\textsf {T}}\right)}.
Quan sát rằng {\textstyle {\frac {1}{2}}\left(X+X^{\textsf {T}}\right)\in {\mbox{Sym}}_{n}} và {\textstyle {\frac {1}{2}}\left(X-X^{\textsf {T}}\right)\in \mathrm {Skew} _{n}}. Điều này đúng với mọi ma trận vuông có các phần tử nhập từ các trường có độ đặc trưng khác 2.